# Katharina Schiechtl
Katharina „Kathi“ Schiechtl (* 27. Februar 1993 in Zams) ist eine österreichische Fußballnationalspielerin.

## Karriere

### Vereine
Schiechtl startete ihre Karriere 2001 beim SV Karres, bevor sie 2007 zum FC Wacker Innsbruck wechselte. Ihr Seniorendebüt gab sie am 2. September 2007 im Bundesligaspiel gegen den SCU Ardagger und bestritt in ihrer sechs Jahre währenden Vereinszugehörigkeit zum FC Wacker Innsbruck 75 Punktspiele, bevor sie sich dem deutschen Zweitligisten SV Werder Bremen anschloss. Nach einem zehnjährigen Aufenthalt in Deutschland kehrt Schiechtl in ihre Heimat zurück; sie wurde vom FK Austria Wien für die Saison 2023/24 verpflichtet.

### Nationalmannschaft
Am 14. Juni 2014 bestritt Schiechtl beim 3:1-Sieg über die Finnische Nationalmannschaft ihr erstes Länderspiel für die Österreichische Nationalmannschaft. Zuvor kam sie bereits in neun Spielen für die U-19- und in 16 für die U-16-Nationalmannschaft Österreichs zum Einsatz.
Vier Jahre später schloss sie mit der Mannschaft die Gruppe 8 der 2. Qualifikationsrunde für die Europameisterschaft 2017 als Zweitplatzierter hinter Norwegen ab und qualifizierte sich erstmals für ein bedeutsames Turnier, nachdem man ein Jahr zuvor als Erstteilnehmer das Turnier um den Zypern-Cup gewann. Die Mannschaft erreichte bei der Women’s Euro 2017 das Halbfinale.

## Erfolge
- Halbfinalist der Europameisterschaft 2017

## Auszeichnungen
- Österreichische Sportlerin des Jahres 2017 als Spielerin der Nationalmannschaft bei der EM

## Sonstiges
Ihr Vater Christian Schiechtl war der Zeugwart ihres ehemaligen Vereines FC Wacker Innsbruck (2007–2013).